# Maria Andersson Willner
Gun Ingrid Maria Andersson Willner, född 9 juni 1978 i Fors församling i Älvsborgs län, är en svensk politiker (socialdemokrat), som var ordinarie riksdagsledamot 2014–2018, invald för Västra Götalands läns norra valkrets.
Andersson Willner är bosatt i Vårgårda och studerar till lärare i svenska och samhällskunskap. Hon har sedan tidigare en filosofie kandidatexamen i ekonomisk historia från Göteborgs universitet.
Andersson Willner blev politiskt engagerad 2006 i kommunpolitiken i först Alingsås kommun och sedan i Vårgårda. Hon har suttit i regionfullmäktige och har varit ordförande för hälso- och sjukvårdsnämnd i Mittenälvsborg.